# Kaštel v Bytčici

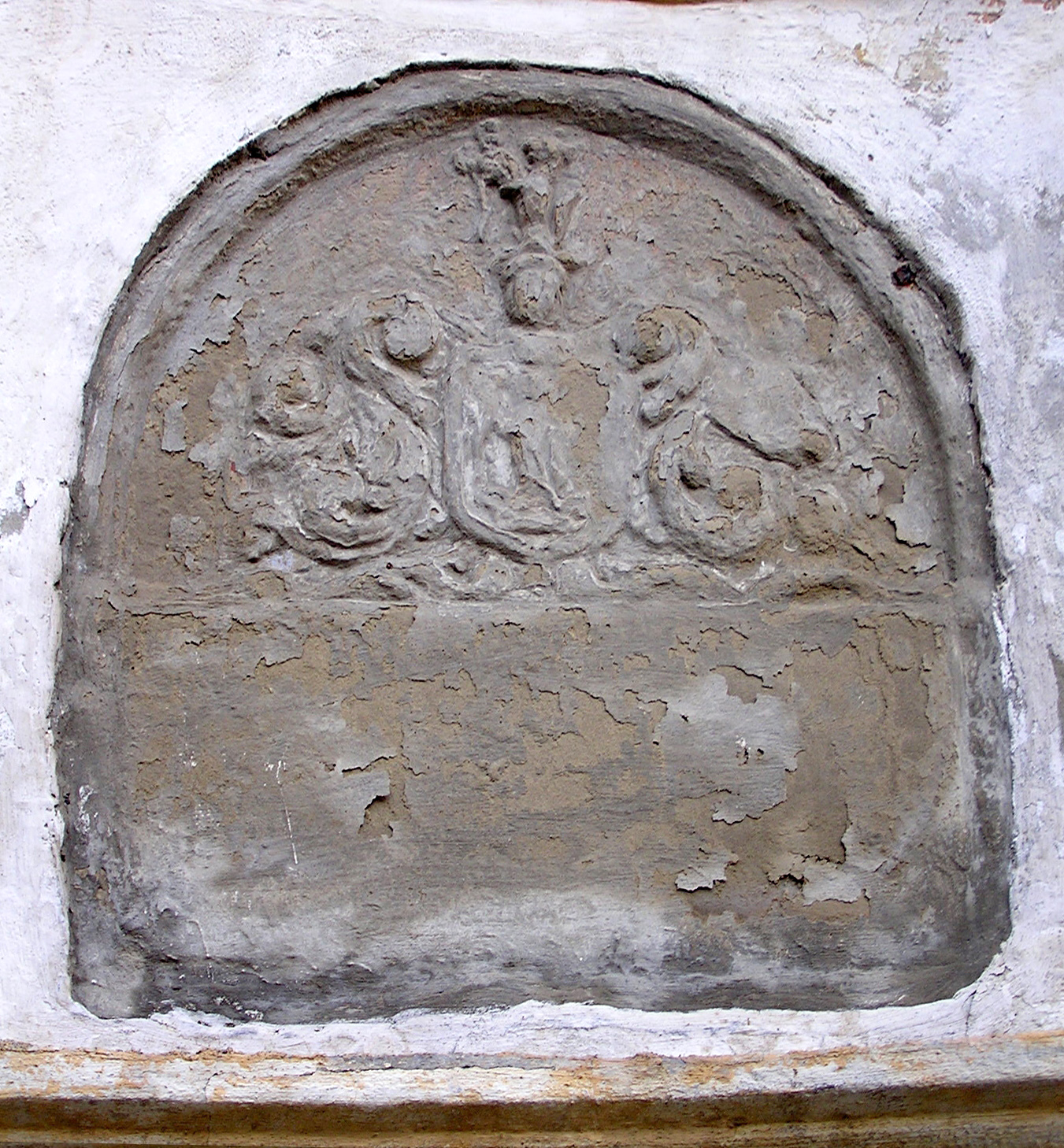
Erb rodu Revay na fasádě barokního zámečku

Kaštel v Bytčici je původně renesanční, později barokně přestavěná stavba (kaštel) v obci Bytčica, městské části Žiliny.

## Majitelé zámečku
Kaštel dali postavit zřejmě Révaiové již v první polovině 17. století. Na přelomu 17. a 18. století byla jeho majitelkou Alžběta Révaiová, dcera Imricha Révaie, poprvé vdaná za Štefana Petróciho, který zemřel v roce 1713. Po jeho smrti se provdala za barona Filipa Jindřicha Kališe, se kterým se často pobývala v kaštelu v Bytčici. Alžběta byla horlivá evangelička a v kostele měla i kapli v níž podle matričních záznamů z let 1704–1706 křtil Daniel Krman děti narozené v Bytčici.
Kolem roku 1725 Alžběta Révaiová s Filipem Kališem přestavěli kaštel do dnešní barokní podoby. Po Alžbětině smrti jej zdědila její dcera z prvního manželství, Alžběta Petrociová, která se provdala za syna barona Filipa Kališe, Kristiána. Kristián Kališ s rodinou pobýval ve Slezsku, kaštel se mezitím pronajímal, v druhé polovině 18. století zde bydlel baron Jozef Pongrácz s rodinou. Do Bytčice se vrátil až Kristiánův syn Jan, který měl s manželkou Johan Pronayovou jen dceru Marii Alžbětu (1779–1842). Tato se vdala do rodiny Zayovců, která kaštel vlastnila až do poloviny 19. století.
V letech 1788–1789 působil v Bytčici jako učitel německý historik Karl Heinrich Ritter von Lang, který vzpomíná, že v kostele byla velká knihovna a v parku byla postavena kuželna.
V druhé polovině 19. století kaštel často měnil majitele (např. rodina Popperů), až ho v roce 1916 koupil český houslový virtuos Jan Kubelík. Když zde zemřel jako dvouletý jeho nejmladší syn, nechtěl tu už Jan Kubelík bydlet a zámeček přenechal anglické sekci Červeného kříže pod vedením lady Muriel Paget, která zde zřídila dětskou nemocnici. V roce 1921 přebral zámeček československý Červený kříž, který zde zřídil dětské oddělení Státní nemocnice v Žilině.
K baroknímu kaštelu přibyly postupně další dvě stavby – kaštely. Klasicistní přízemní kaštel z roku 1821 často měnil majitele, posledním bylo Stavební učiliště Pozemních staveb v Žilině, které ho využívalo jako internát. Po roce 1964 byl zbourán a na jeho místě byly postaveny moderní budovy. Druhý kaštel, původně renesanční, se zachoval dodnes. Na přelomu 18. a 19. století byl přestavěn. Původně na něm byla i věž s hodinami. Na štítech byly obnoveny erby rodiny Popperů. Zámeček sloužil později pro správu lesů, pak ho Jan Kubelík prodal obci a byla zde zřízena obecná škola. V 70. letech 20. století koupil zámeček a vedlejší sýpku Výzkumný ústav mlékárenský, dnes je sídlem soukromé firmy.